# 全日本高等学校選抜吹奏楽大会
全日本高等学校選抜吹奏楽大会（ぜんにほんこうとうがっこうせんばつすいそうがくたいかい）は、静岡県浜松市で毎年開催されている日本の高校吹奏楽の大会である。

## 概要
生徒並びに指導者交流を重視し企画されて、1989年3月26日に浜松市民会館を会場とし、全国から選抜された12団体によって第1回が開催された。1995年からは、会場をアクトシティ浜松に移し、移動舞台を使った演奏者の出入り、独自の構成演出によるパフォーマンスなど高校吹奏楽界の新たな可能性を探る大会として確立された。
本大会は、毎年3月の第4週金曜日～日曜日に開催されていて、本大会の前日にJR浜松駅北口広場「キタラ」でプロムナードコンサートが開催される。

## 開催会場・期日一覧
| 回 年     | 会場                      | 日程              |
| --------- | ------------------------- | ----------------- |
| 1 1989    | 浜松市教育文化会館        | 1989年3月26日(日) |
| 2 1990    | 浜松市教育文化会館        | 1990年4月1日(日)  |
| 3 1991    | 浜松市教育文化会館        | 1991年3月31日(日) |
| 4 1992    | 浜松市教育文化会館        | 1992年3月29日(日) |
| 5 1993    | 浜松市教育文化会館        | 1993年3月28日(日) |
| 6 1994    | 浜松市教育文化会館        | 1994年4月3日(日)  |
| 7 1995    | アクトシティ浜松 大ホール | 1995年4月2日(日)  |
| 8 1996    | アクトシティ浜松 大ホール | 1996年3月31日(日) |
| 9 1997    | アクトシティ浜松 大ホール | 1997年3月30日(日) |
| 10 1998   | アクトシティ浜松 大ホール | 1998年3月29日(日) |
| 11 1999   | アクトシティ浜松 大ホール | 1999年3月28日(日) |
| 12 2000   | アクトシティ浜松 大ホール | 2000年3月26日(土) |
| 13 2001   | アクトシティ浜松 大ホール | 2001年3月25日(日) |
| 14 2002年 | アクトシティ浜松 大ホール | 2002年3月24日(日) |
| 15 2003   | アクトシティ浜松 大ホール | 2003年3月23日(日) |
| 16 2004   | アクトシティ浜松 大ホール | 2004年3月28日(日) |
| 17 2005   | アクトシティ浜松 大ホール | 2005年3月27日(日) |
| 18 2006   | アクトシティ浜松 大ホール | 2006年4月2日(日)  |
| 19 2007   | アクトシティ浜松 大ホール | 2007年3月25日(日) |
| 20 2008   | アクトシティ浜松 大ホール | 2008年3月23日(日) |
| 21 2009   | アクトシティ浜松 大ホール | 2009年3月29日(日) |
| 22 2010   | アクトシティ浜松 大ホール | 2010年3月28日(日) |
| 23 2011   | アクトシティ浜松 大ホール | 2011年3月27日(日) |
| 24 2012   | アクトシティ浜松 大ホール | 2012年3月25日(日) |
| 25 2013   | アクトシティ浜松 大ホール | 2013年3月24日(日) |
| 26 2014   | アクトシティ浜松 大ホール | 2014年3月23日(日) |
| 27 2015   | アクトシティ浜松 大ホール | 2015年3月22日(日) |
| 28 2016   | アクトシティ浜松 大ホール | 2016年3月27日(日) |
| 29 2017   | アクトシティ浜松 大ホール | 2017年3月26日(日) |
| 30 2018   | アクトシティ浜松 大ホール | 2018年3月25日(日) |
| 31 2019   | アクトシティ浜松 大ホール | 2019年3月24日(日) |

## 歴代グランプリ団体
| 回 年   | グランプリ （浜松市長賞）    | 準グランプリ （中日新聞社賞） |
| ------- | ---------------------------- | ----------------------------- |
| 8 1996  | 秋田県立新屋高等学校         |                               |
| 9 1997  | 東海大学付属静岡翔洋高等学校 |                               |
| 12 2000 | 北海道旭川商業高等学校       |                               |
| 13 2001 | 大阪府立淀川工業高等学校     |                               |
| 14 2002 | 洛南高等学校                 |                               |
| 15 2003 | 天理高等学校                 |                               |
| 16 2004 | 東海大学付属高輪台高等学校   |                               |
| 17 2005 | 洛南高等学校                 |                               |
| 18 2006 | 大阪府立淀川工科高等学校     |                               |
| 19 2007 | 福岡工業大学附属城東高等学校 |                               |
| 20 2008 | 柏市立柏高等学校             | 大阪府立淀川工科高等学校      |
| 21 2009 | 大阪府立淀川工科高等学校     | 東京都立杉並高等学校          |
| 22 2010 | 東京都立杉並高等学校         | 大阪府立淀川工科高等学校      |
| 23 2011 |                              |                               |
| 24 2012 | 大阪府立淀川工科高等学校     | 柏市立柏高等学校              |
| 25 2013 | 柏市立柏高等学校             | 大阪府立淀川工科高等学校      |
| 26 2014 | 柏市立柏高等学校             | 大阪府立淀川工科高等学校      |
| 27 2015 | 柏市立柏高等学校             | 大阪府立淀川工科高等学校      |
| 28 2016 | 柏市立柏高等学校             | 大阪府立淀川工科高等学校      |
| 29 2017 | 柏市立柏高等学校             | 大阪府立淀川工科高等学校      |
| 30 2018 | 柏市立柏高等学校             | 大阪府立淀川工科高等学校      |
| 31 2019 | 柏市立柏高等学校             | 大阪府立淀川工科高等学校      |
| 32 2020 | 大会中止                     |                               |
| 33 2021 | 浜松聖星高等学校             | 柏市立柏高等学校              |
| 34 2022 | 順位付け無し                 |                               |
| 35 2023 | 浜松聖星高等学校             | 柏市立柏高等学校              |
| 36 2024 | 浜松聖星高等学校             | 埼玉県立伊奈学園総合高等学校  |
| 37 2025 | 浜松聖星高等学校             | 東海大学付属高輪台高等学校    |